# Elmo di Waterloo
L'elmo di Waterloo (noto anche come Elmo del ponte di Waterloo) è un elmo celtico cerimoniale in bronzo della Britannia pre-romana (circa 150-50 a.C.) ritrovato nel 1868 nel Tamigi presso Bridge (Londra) ed oggi British Museum di Londra.
Si compone di due lamine di bronzo rivettate insieme alle quali si aggiungono due ornamenti conici, anch'essi in bronzo, e provvisti di bottoni superiori. La calotta è decorata con motivi repoussé tardo-lateniani. La foggia, per l'età del ferro, è attualmente unica in Europa. È comunque possibile, anche se i due non sono identici, avvicinarlo all'elmo cornuto raffigurato sul Calderone di Gundestrup. Per il luogo del suo ritrovamento e per la data della sua fabbricazione è da attribuire al popolo dei Cantiaci cui, secondo Claudio Tolomeo, apparteneva la città di Londinium.

## Ritrovamento
L'elmo fu dragato dal letto del Tamigi vicino al Waterloo Bridge nel 1868 e nel marzo dello stesso anno fu dato in prestito al British Museum dalla Thames Conservancy. Nel 1988, l'ente successore della Thames Conservancy, la Port of London Authority, donò il manufatto al British Museum.

## Descrizione
La calotta dell'elmo è costituita da due fogli di bronzo, uno formante la parte anteriore e l'altro quella posteriore, rivettati insieme ai lati e in alto. Un pezzo di bronzo a forma di mezzaluna separato è rivettato alla parte inferiore del foglio anteriore e due corna di bronzo coniche con manopole terminali sono rivettate sulla parte superiore dell'elmo. Una striscia decorativa con una fila di rivetti copre l'unione tra i fogli anteriore e posteriore e gira intorno alla base delle corna. Alla fine della striscia, su entrambi i lati del casco, c'è un anello adatto per un sottogola o un guanciale. Ci sono una serie di piccoli fori attorno al bordo inferiore, che potrebbero essere stati usati per attaccare un rivestimento.
L'elmo era decorato con sei borchie in bronzo, di cui una ora mancante, tre sul davanti e tre sul retro. Questi hanno segni incrociati su di essi che suggeriscono che siano stati progettati per contenere borchie di smalto di vetro rosso ma questi non sono più presenti. C'è anche una decorazione a sbalzo lateniana sulla parte anteriore e posteriore dell'elmo. Il design è simile a quello della Grande Torque di Snettisham.

## Scopo
Essendo realizzato con sottili fogli di bronzo, l'elmo sarebbe stato troppo fragile per l'uso in battaglia, e quindi probabilmente era destinato ad essere utilizzato per scopi cerimoniali o da parata. Sotto questo aspetto è simile agli scudi in bronzo dell'età del ferro che sono stati trovati, che non sarebbero stati efficaci contro le armi contemporanee e avrebbero potuto essere usati solo a scopo di visualizzazione. In alternativa, è stato suggerito che l'elmo sia in ogni caso troppo piccolo per la maggior parte dei maschi adulti e potrebbe essere stato indossato da una statua in legno di una divinità celtica.
Si pensa che il motivo per cui l'elmo di Waterloo e gli scudi cerimoniali di bronzo come lo scudo di Battersea e lo scudo di Witham furono tutti trovati nei fiumi sia che furono gettati nel fiume come offerte votive agli dèi.

## Importanza

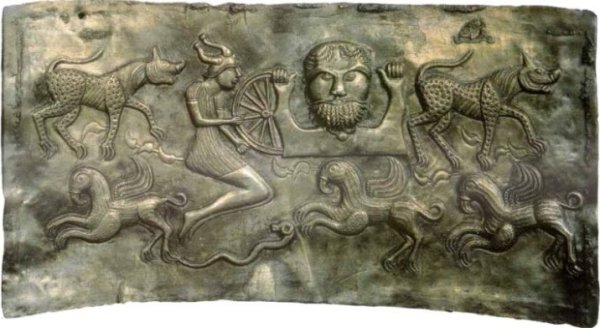
Tavola C del Calderone di Gundestrup che mostra un uomo con un elmo cornuto che tiene una ruota.

L'elmo di Waterloo è uno dei soli tre elmi dell'età del ferro trovati in Inghilterra e anche l'unico elmo con le corna risalente all'età del ferro ad essere stato trovato ovunque in Europa. Tuttavia, ci sono diverse raffigurazioni dell'età del ferro di persone che indossano elmi con le corna provenienti da altre parti d'Europa. Ci sono alcune incisioni di Galli che indossano elmi con le corna sull'Arco di Orange risalenti al 55 a.C. circa ma sono molto diverse dall'Elmo di Waterloo. Mentre l'elmo di Waterloo ha corna diritte e coniche con un'ampia base che sono rappresentazioni stilizzate di corna di animali, gli elmi raffigurati sulle incisioni di Orange mostrano corna di toro curve e realistiche tra le quali è collocata una ruota verticale. Simile alle raffigurazioni sull'arco trionfale di Orange è l'immagine di una figura che salta che indossa un elmo cornuto e tiene una ruota sul Calderone di Gundestrup dalla Danimarca, risalente al I secolo a.C. Quest'elmo ha una forma diversa dall'Elmo di Waterloo e le corna sono curve come quelle di Orange ma come l'Elmo di Waterloo le corna dell'elmo non sono appuntite, ma sono dotate di manopole terminali. Un bassorilievo dell'età del ferro a Brague, vicino ad Antibes (Francia), mostra anche rappresentazioni di persone che indossano elmi con le corna.
Nonostante le raffigurazioni di elmi cornuti sull'arco trionfale di Orange e altrove, l'elmo di Waterloo rimane l'unico esempio noto di un vero elmo con le corna di questo periodo e altri elmi dell'età del ferro che sono stati trovati, come l'elmo di Canterbury e l'Elmo di Meyrick della Gran Bretagna settentrionale, sono senza corna. Tuttavia, influenzate dalle caratteristiche iconiche dell'elmo di Waterloo, le moderne interpretazioni artistiche dei guerrieri dell'età del ferro li mostrano con indosso elmi cornuti, il che ha portato Miranda Aldhouse-Green, professore di archeologia all'Università di Cardiff, a commentare che è "un peccato che ha trovato un posto così saldo in molte ricostruzioni popolari di guerrieri britannici".

## Galleria d'immagini

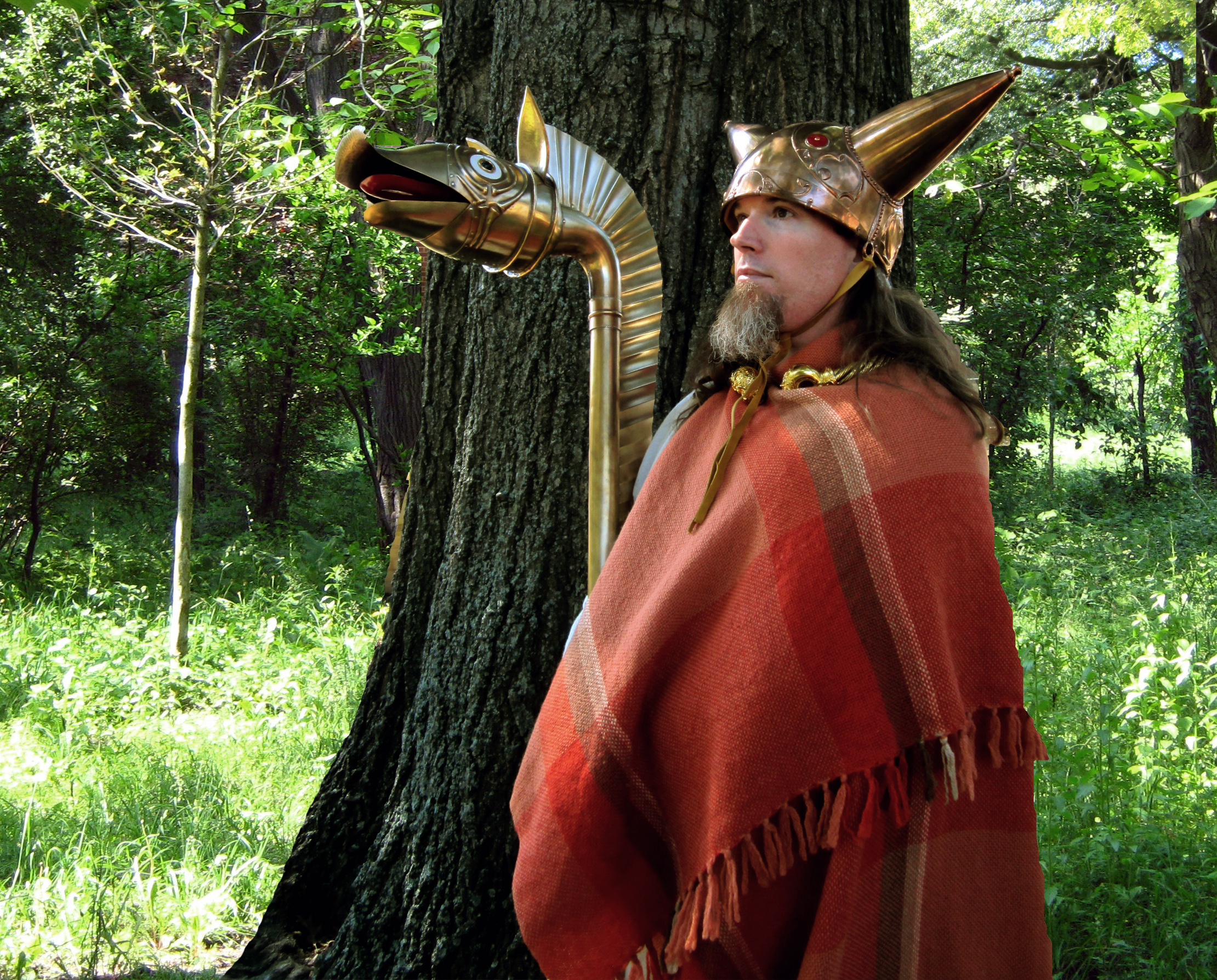
Reenactor americano